# Élections législatives suédoises de 2018
Les Élections législatives suédoises de 2018 se déroulent le 9 septembre 2018 afin de renouveler pour quatre ans les 349 membres du parlement monocaméral suèdois, le Riksdag. Des élections municipales et régionales ont lieu simultanément.
La participation s'établit à 87,18 %, soit le taux le plus élevé depuis 33 ans. Le gouvernement de coalition minoritaire de centre gauche sortant, composé du Parti social-démocrate suédois des travailleurs et du Parti de l'environnement Les Verts, recule, obtenant un tiers des sièges. Avec l'appui du Parti de gauche, qui lui offrait un soutien sans participation dans la législature sortante, il demeure néanmoins le principal bloc au Parlement, avec 42 % des sièges. L'Alliance, le bloc des partis d'opposition de centre droit, progresse légèrement et talonne le bloc de gauche, n'obtenant qu'un siège de moins. Le parti Démocrates de Suède progresse, bien qu'en deçà de ce que ne le laissaient supposer les sondages, ce qui lui permet d'obtenir le plus important gain en sièges.
L'absence d'une majorité nette et le refus de coopération entre les trois blocs conduisent à plusieurs mois d'une difficile formation d'un gouvernement, avant de finalement voir reconduit le gouvernement sortant.

## Contexte

### Crises au sein des Modérés
En mars 2017, la dirigeante des Modérés, Anna Kinberg Batra, annonce ne plus considérer comme tabou une alliance avec les Démocrates suédois. Cette rupture du « cordon sanitaire » imposé par l'ensemble des partis suédois au mouvement nationaliste lui attire de nombreuses critiques et une chute notable des Modérés dans les sondages d'opinion. Batra se retire finalement de la tête du parti le 1er octobre. Elle est remplacée par Ulf Kristersson, qui annonce ne pas partager l'opinion de son prédécesseur quant à une alliance avec les nationalistes.

### Alliance pour la Suède
Lors des élections générales de 2014, le parti des Modérés arrive une nouvelle fois second, mais son dirigeant Fredrik Reinfeldt ne parvient pas à conserver le poste de Premier ministre, notamment à cause de l’effritement des voix entre son propre parti et celui de ses alliés et membres de l'Alliance : le Parti du peuple, le Parti du centre et les Chrétiens-démocrates. Pour les élections de 2018, les quatre partis de l'Alliance ont déclaré reconduire leur collaboration.[réf. nécessaire]

### Rouges-verts
En 2014, le Parti social-démocrate était allié aux Verts. Arrivés en tête en nombre de voix et de sièges, les sociaux-démocrates dirigent le gouvernement. Stefan Löfven, ancien président du syndicat IF Metall (en) et chef des sociaux-démocrates depuis janvier 2012, devient Premier ministre.

### Autres partis
Lors des élections de 2014, les Démocrates de Suède récoltent presque 13 % des voix, ce qui leur permet de devenir la troisième force au Parlement. Cette montée en puissance du parti de droite à extrême droite s'était confirmé lors des élections européennes de 2014, lors desquelles il reçoit près de 10 % des suffrages exprimés et envoie deux élus au Parlement européen.

## Système électoral

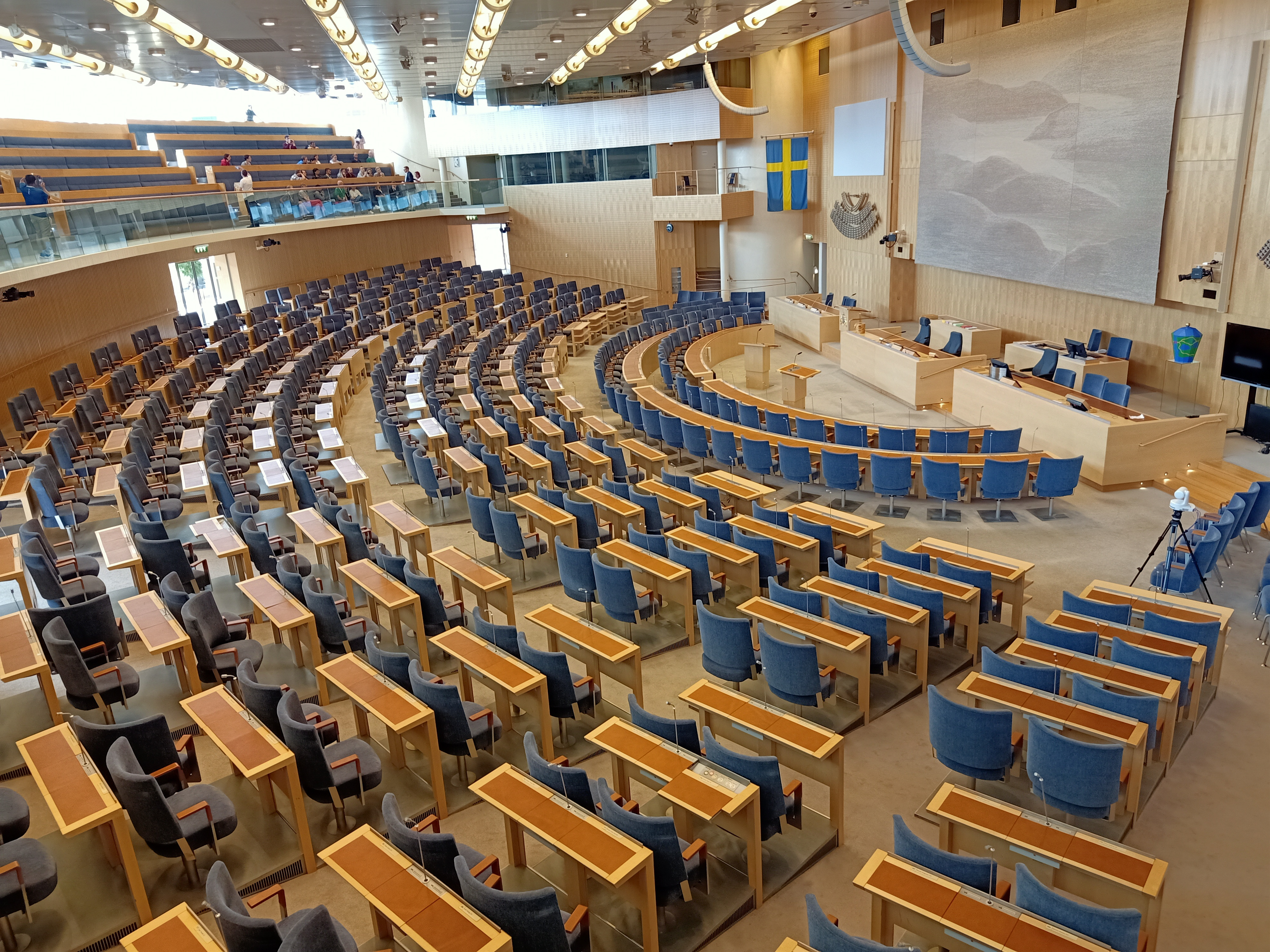
Intérieur du Riskdag

Le Riksdag est composé de 349 sièges pourvus pour quatre ans au scrutin proportionnel plurinominal. La Suède possède la particularité d'avoir des élections à dates fixes combinées à un régime parlementaire dans lequel des élections anticipées peuvent être convoquées. Dans ce dernier cas, la législature nouvellement élue ne l'est que pour le restant du mandat de quatre ans entamé par la législature précédente. Des élections législatives sont par conséquent organisées quoi qu'il arrive le second dimanche du mois de septembre à intervalles de quatre ans, en même temps que les élections municipales et régionales.
Sur le total, 310 sièges sont à pourvoir dans 29 circonscriptions de 2 à 34 sièges selon leur population. Les listes présentées par les partis y sont ouvertes, les électeurs ayant la possibilité d'effectuer un vote préférentiel pour l'un des candidats de la liste choisie. Après décompte des suffrages, les sièges sont répartis selon une version modifiée de la méthode de Sainte-Laguë entre les partis ayant atteint le seuil électoral de 4 % des suffrages exprimés à l'échelon national. Les partis ayant atteint le seuil de 12 % des suffrages exprimés d'une circonscription peuvent cependant obtenir des sièges, mais uniquement dans la circonscription concernée,.

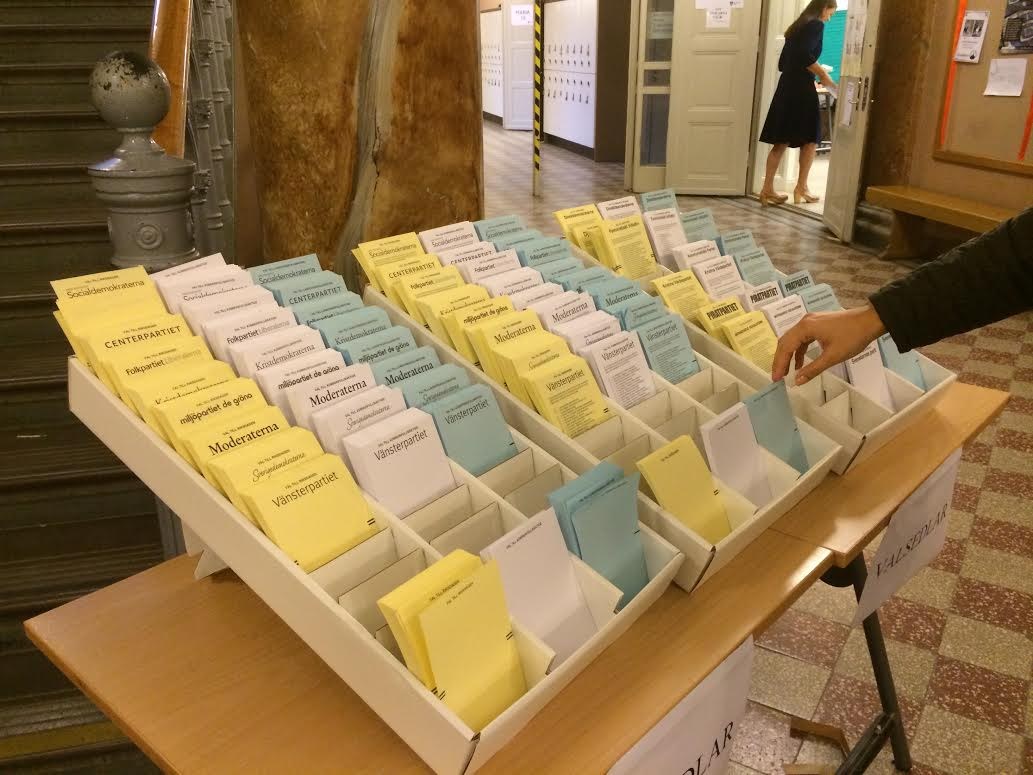
Bulletins de vote utilisés.

Les 39 sièges restants, dits compensatoires, sont attribués aux différents partis dont le cumul des voix obtenues dans les circonscriptions dépasse le seuil de 4 % des suffrages exprimés au niveau national, afin de rapprocher le plus possible la répartition finale des sièges de celle des suffrages exprimés,.
Autorisé depuis 1988, le vote préférentiel permet à un candidat d'être prioritaire dans la répartition des sièges obtenus par son parti si ses votes préférentiels atteignent au moins 8 % du total des suffrages obtenus par ce parti dans sa circonscription,. Un seul vote préférentiel est autorisé. Les bulletins en comportant davantage sont toujours valides, mais leurs votes préférentiels ne sont pas pris en compte. Le taux d'électeurs ayant recours à un vote préférentiel varie grandement d'un scrutin à un autre. Il était ainsi de 26 % en 2002 aux législatives, contre 59 % en 2004 aux européennes.
Les électeurs ont à leur disposition trois types de bulletin de vote : soit un bulletin ne comportant que le nom d'un parti, soit un bulletin comportant également la liste de tous les candidats présentés par ce parti dans la circonscription, permettant d'effectuer un vote préférentiel en cochant une case près d'un nom, soit un bulletin vide où l'électeur peut écrire lui-même le nom d'un parti. Les bulletins des différents scrutins organisés simultanément sont identifiables par leurs couleurs : jaune pour les législatives, bleu pour les régionales et blanc pour les municipales.
Les élections sont précédées d'une période de dix-huit jours au cours de laquelle peut être fait recours à un vote anticipé. Toutes les municipalités doivent obligatoirement ouvrir au moins un bureau de vote à cet effet, également ouvert le jour des élections proprement dites. La loi électorale autorise également le vote par procuration tandis que les Suédois résidant à l'étranger peuvent avoir recours à un vote postal. Dans ce dernier cas comme dans celui d'un vote anticipé, l'électeur peut malgré tout voter en personne s'il change d'avis, auquel cas son précédent vote est invalidé.

## Forces en présence
| Parti | Parti                                   | Chef de file                      | Idéologie                                                                                   | Résultat en 2014   | Alliance | Alliance     |
| ----- | --------------------------------------- | --------------------------------- | ------------------------------------------------------------------------------------------- | ------------------ | -------- | ------------ |
|       | Parti social-démocrate (S)              | Stefan Löfven Premier ministre    | Centre gauche Social-démocratie, féminisme                                                  | 31,01 % 113 sièges |          | Rouges-verts |
|       | Modérés (M)                             | Ulf Kristersson                   | Droite Libéral-conservatisme, libéralisme économique                                        | 23,33 % 84 sièges  |          | L'Alliance   |
|       | Démocrates de Suède (SD)                | Jimmie Åkesson                    | Droite à extrême droite National-conservatisme, opposition à l'immigration, euroscepticisme | 12,86 % 49 sièges  |          | —            |
|       | Parti de l'environnement Les Verts (MP) | Gustav Fridolin et Isabella Lövin | Centre gauche Écologisme, euroscepticisme                                                   | 6,89 % 25 sièges   |          | Rouges-verts |
|       | Parti du centre (C)                     | Annie Lööf                        | Centre Social-libéralisme, humanisme, agrarisme                                             | 6,11 % 22 sièges   |          | L'Alliance   |
|       | Parti de gauche (V)                     | Jonas Sjöstedt                    | Gauche Socialisme démocratique, féminisme, euroscepticisme                                  | 5,72 % 21 sièges   |          | Rouges-verts |
|       | Les Libéraux (L)                        | Jan Björklund                     | Centre droit Social-libéralisme, europhilie                                                 | 5,42 % 19 sièges   |          | L'Alliance   |
|       | Chrétiens-démocrates (KD)               | Ebba Busch                        | Centre droit Démocratie chrétienne, conservatisme social                                    | 4,57 % 16 sièges   |          | L'Alliance   |
|       | Initiative féministe (F!)               | Gudrun Schyman Gita Nabavi (en)   | Gauche Féminisme radical, antiracisme[réf. nécessaire]                                      | 3,12 % 0 sièges    |          | —            |

## Résultats
|                           |                                         |           |       |      |        |               |  |  |  |
| Parti                     | Parti                                   | Votes     | %     | +/−  | Sièges | +/−           |  |  |  |
|                           | Parti social-démocrate (S)              | 1 830 386 | 28,26 | 2,75 | 100    | 13            |  |  |  |
|                           | Modérés (M)                             | 1 284 698 | 19,84 | 3,49 | 70     | 14            |  |  |  |
|                           | Démocrates de Suède (SD)                | 1 135 627 | 17,53 | 4,68 | 62     | 13            |  |  |  |
|                           | Parti du centre (C)                     | 557 500   | 8,61  | 2,49 | 31     | 9             |  |  |  |
|                           | Parti de gauche (V)                     | 518 454   | 8,00  | 2,29 | 28     | 7             |  |  |  |
|                           | Chrétiens-démocrates (KD)               | 409 478   | 6,32  | 1,75 | 22     | 6             |  |  |  |
|                           | Les Libéraux (L)                        | 355 546   | 5,49  | 0,07 | 20     | 1             |  |  |  |
|                           | Parti de l'environnement Les Verts (MP) | 285 899   | 4,41  | 2,47 | 16     | 9             |  |  |  |
|                           | Initiative féministe (F!)               | 29 665    | 0,46  | 2,67 | 0      | en stagnation |  |  |  |
|                           | Alternative pour la Suède (AfS)         | 20 290    | 0,31  | Nv   | 0      | Nv            |  |  |  |
|                           | Coalition citoyenne (MED)               | 13 056    | 0,20  | Nv   | 0      | Nv            |  |  |  |
|                           | Parti pirate (PP)                       | 7 326     | 0,11  | 0,32 | 0      | en stagnation |  |  |  |
|                           | Autres partis (21)                      | 28 800    | 0,45  | -    | 0      | -             |  |  |  |
|                           |                                         |           |       |      |        |               |  |  |  |
| Votes valides             | Votes valides                           | 6 476 725 | 99,11 |      |        |               |  |  |  |
| Votes blancs et invalides | Votes blancs et invalides               | 58 546    | 0,89  |      |        |               |  |  |  |
| Total                     | Total                                   | 6 535 271 | 100   | -    | 349    | en stagnation |  |  |  |
| Abstentions               | Abstentions                             | 960 665   | 12,82 |      |        |               |  |  |  |
| Inscrits / participation  | Inscrits / participation                | 7 495 936 | 87,18 |      |        |               |  |  |  |

Représentation selon l'axe gauche/droite :
| 28 | 100 | 16 | 31 | 20 | 22 | 70 | 62 |
| V  | S   | MP | C  | L  | KD | M  | SD |

## Galerie

Résultats par parti par municipalité.
Sociaux-démocrates
Modérés
Démocrates de Suède
Parti du centre
Parti de gauche
Chrétien-démocrates
Libéraux
Verts

## Formation du gouvernement

Résultats par alliance.

Aucun des trois blocs ne recueille la majorité absolue, augurant de difficile négociations, voire un blocage institutionnel. Les Rouges-verts tout comme l'Alliance annoncent en effet leur intention de voter contre un gouvernement minoritaire de l'autre bord, ainsi que leur refus l'un comme l'autre de négocier avec les Démocrates de Suède. Les partis au Riksdag disposent de quatre tentatives de formation d'une coalition, assortis chacune d'un vote de confiance du parlement, sous peine de devoir rappeler la population aux urnes sous trois mois.
Selon les principes du « parlementarisme négatif » appliqué en Suède, un gouvernement peut se voir voter la confiance par une minorité des parlementaires si une partie des députés restants le « tolère » en s'abstenant, à défaut de le soutenir ouvertement. L'enjeu du vote consiste ainsi pour le gouvernement, dit minoritaire, à ne pas se voir opposé une majorité absolue de vote contre.
La première tentative de formation d'une coalition stable, menée du 2 ou 14 octobre par le chef des Modérés Ulf Kristersson, échoue sans qu'un vote ne soit tenu.
La seconde tentative, menée du 15 au 29 octobre par le chef des sociaux démocrates Stefan Löfven, échoue également sans qu'un vote ne soit tenu,.

### Troisième tentative
La troisième tentative est menée à partir du 30 octobre par le président du parlement Andreas Norlén. Le 5 novembre, celui-ci annonce qu'il va présenter Ulf Kristersson à la nomination au poste de Premier ministre. Un vote du Riksdag est alors prévu pour le 14 novembre. Cette décision provoque des tensions au sein de la coalition de droite, la dirigeante du Parti du centre, Annie Lööf critiquant la décision d'Andreas Norlén, un modéré, de procéder ainsi en faveur du chef des Modérés alors même qu'elle était attendue pour mener la troisième tentative de formation d'un gouvernement,.
Ulf Kristersson soumet à la date prévue sa proposition d'un gouvernement minoritaire composé des modérés et des chrétiens-démocrates. Il est sans surprise rejeté par la chambre par 195 voix contre et 154 pour, seuls les partis membres ainsi que les démocrates suédois ayant votés pour. Malgré leurs positions dans l'alliance, les libéraux et les centristes refusent en effet d'investir un gouvernement dont la majorité repose sur un soutien des démocrates suédois, impliquant au moins de leur part un droit de regard sur la politique migratoire du pays. « Le vote aujourd’hui ne consiste pas à empêcher Ulf Kristersson de devenir Premier ministre mais à priver les Démocrates de Suède d’une influence » se justifie ainsi la dirigeante centriste Annie Lööf. Ulf Kristersson regrette pour sa part « une occasion ratée » et juge la division de l’Alliance comme la plus grave crise de sa vie politique. Le vote est par ailleurs jugé historique, aucun candidat au poste de Premier Ministre n'ayant été rejeté par le parlement suédois depuis son passage au monocamérisme en 1971, et de ce fait révélateur de l'impasse dans laquelle se trouve le pays.
Résultat du vote du 14 novembre :
| ↓            |    |    |    |
| 195          | 22 | 70 | 62 |
| Votes contre | KD | M  | SD |

### Quatrième tentative
Dès le lendemain du vote, Annie Lööf est chargée de former une coalition sous une semaine. Bien que refusant le poste de Premier ministre, Lööf accepte de se charger de la formation d'un gouvernement élargi aux partis de part et d'autre du centre tout en excluant le Parti de gauche et les Démocrates suédois,. Les négociations menées par Lööf se révèlent néanmoins infructueuses. À l'expiration de son délai de sept jours, le président du Riksdag Andreas Norlén reprend la main et, le 22 novembre, annonce qu'il va présenter Stefan Löfven à la nomination au poste de Premier ministre le 3 décembre, pour un vote devant avoir lieu sous quatre jours, laissant deux semaines à ce dernier pour tenter a nouveau de rassembler une majorité. Norlén espère notamment voir un Premier ministre nommé avant le vote du budget au Riksdag, prévu pour le 12 décembre, précisant que « Pour les citoyens, il est temps que cette situation se termine ». Löfven propose alors d'inclure à sa coalition les partis du centre et des libéraux, mais ceux-ci posent des conditions en termes de programme socio-économique que juge inacceptable le Parti de gauche. Norlén juge néanmoins prometteuse les négociations et étend son délai jusqu'au 7 voire 10 décembre en fonction des résultats. Le 4, Lööf annonce que les sociaux-démocrates n'ont toujours pas « convenablement » répondu aux exigences de son parti, notamment sur une baisse des impôts et un assouplissement du code du travail, et qu'en l'état celui-ci lui refuserait la confiance. Elle affirme dans la foulée accorder « une dernière chance » à Norlén, laissant la porte ouverte à une poursuite des négociations. Löfven n'accédant pas a ses demandes sur une libéralisation du code du travail, elle annonce le 10 décembre que son parti votera contre lors du vote de confiance du social-démocrate.

Résultat du vote du 14 décembre :
| ↓   |    |       |              |
| 100 | 16 | 28    | 205          |
| S   | MP | Abst. | Votes contre |

### Formation d'une coalition
Le 19 janvier 2019, après 131 jours sans gouvernement, Stefan Löfven est nommé Premier ministre. Il tient le jour-même une conférence de presse lors de laquelle il annonce vouloir œuvrer à la réduction des écarts et que les quatre prochaines années seront difficiles.
En prenant l'exemple de la suppression de la taxe sur les salaires, il explique que son parti n'a pu choisir seul aucune des réformes qui doivent être présentées lors du budget rectificatif.